# Adzukibohne
Die Adzukibohne (Vigna angularis) ist eine Pflanzenart aus der Gattung Vigna in der Unterfamilie der Schmetterlingsblütler (Faboideae) innerhalb der Familie der Hülsenfrüchtler (Fabaceae, Leguminosae). Diese Nutzpflanze ist nahe verwandt mit einer Reihe anderer „Bohnen“ genannter Feldfrüchte wie der Mungbohne, aus der die sogenannten Sojasprossen hergestellt werden.

## Beschreibung

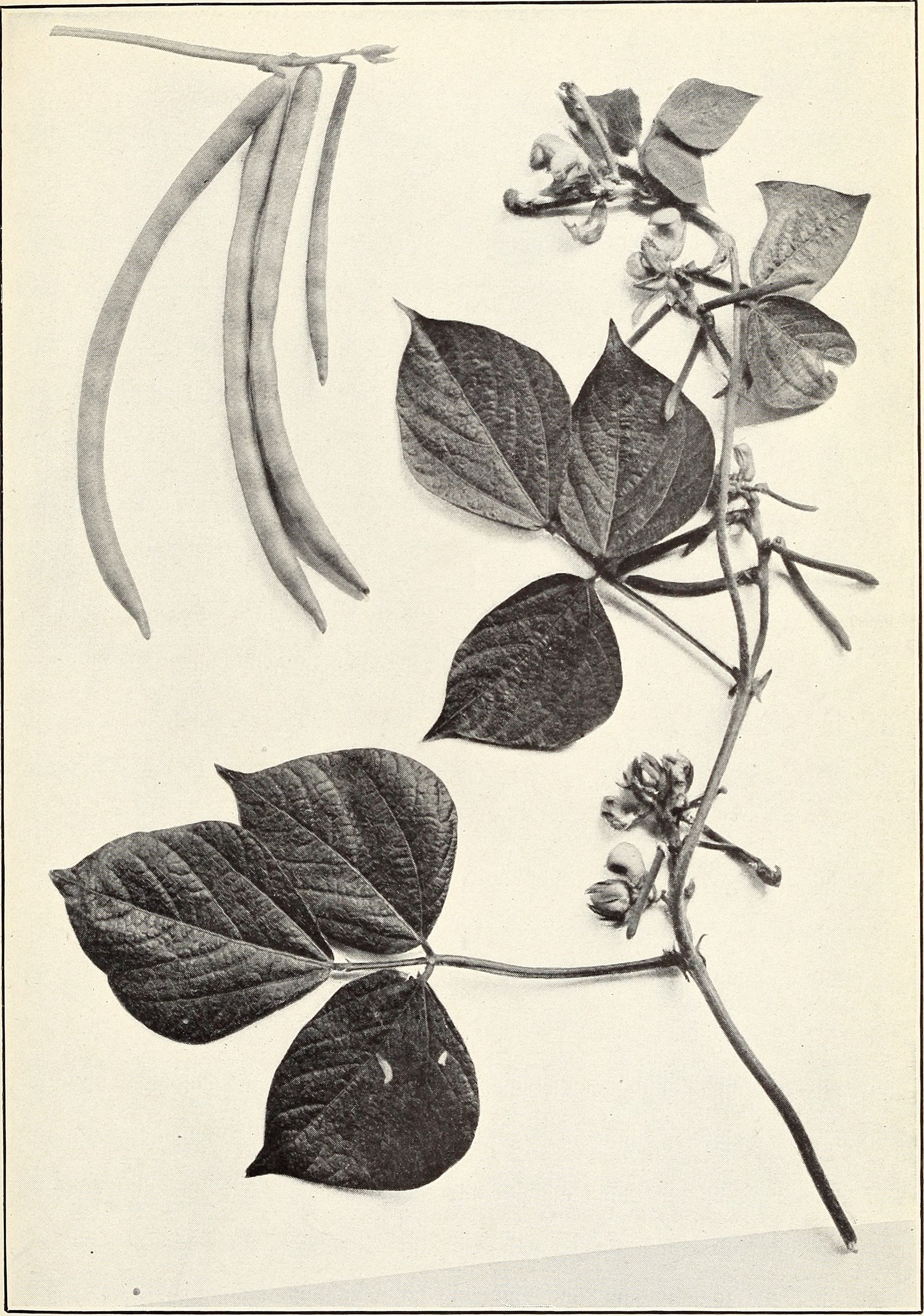
Stängel mit wechselständigen Laubblättern sowie Blütenständen und Hülsenfrüchte

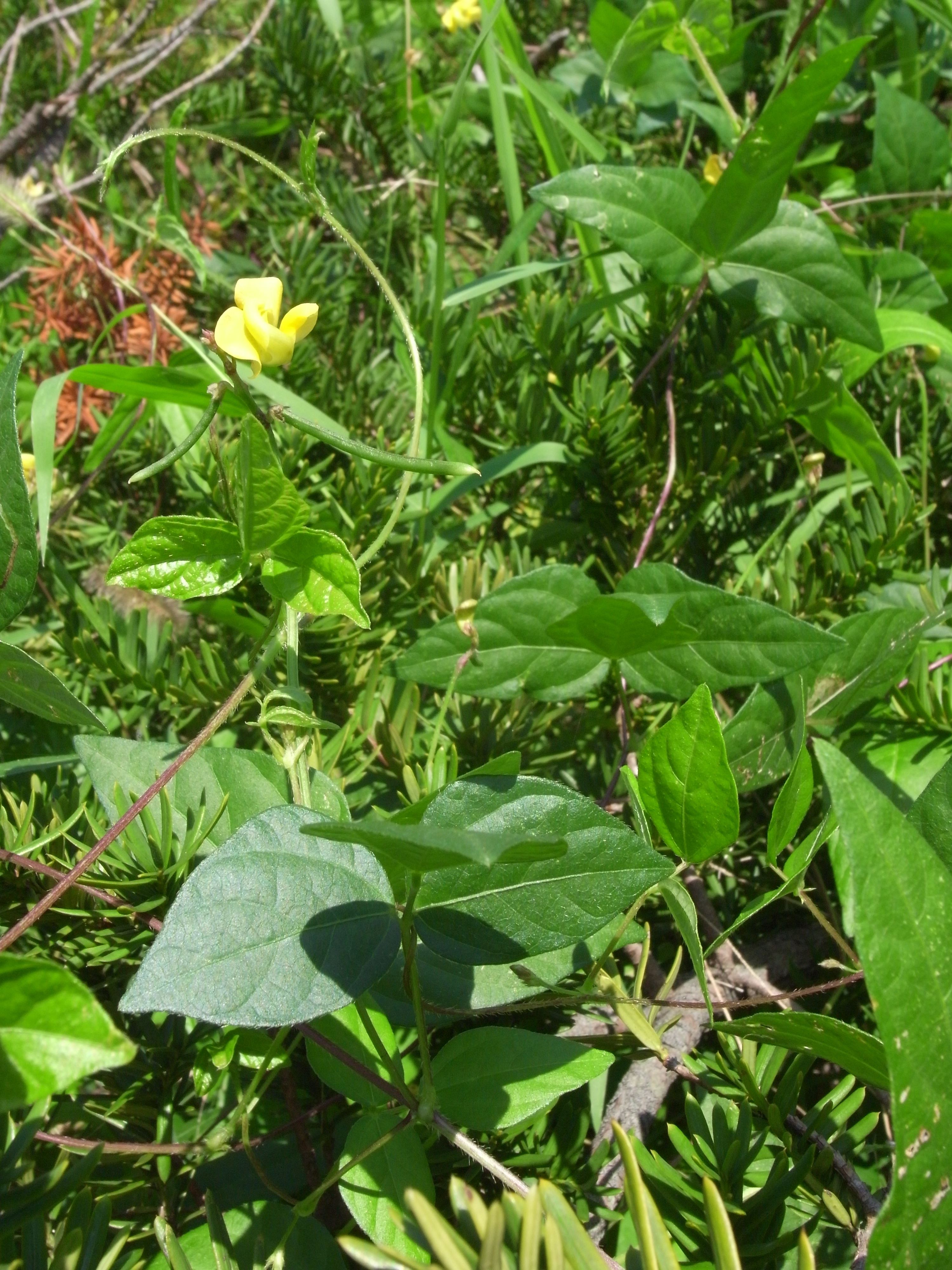
Habitus, Laubblätter und Blütenstand von Vigna angularis var. nipponensis im Habitat in Korea

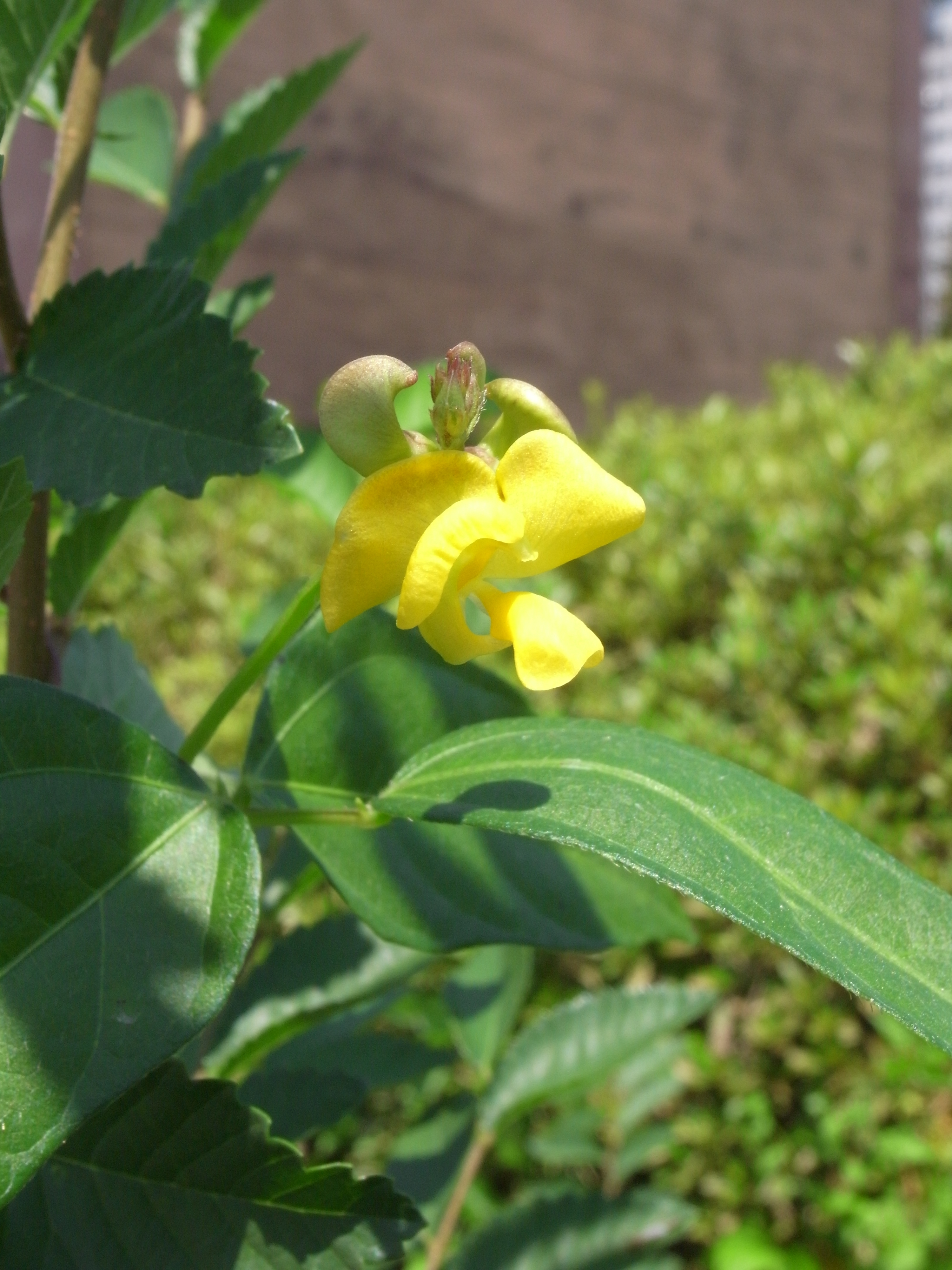
Blütenstand mit Blüte im Detail von Vigna angularis var. nipponensis

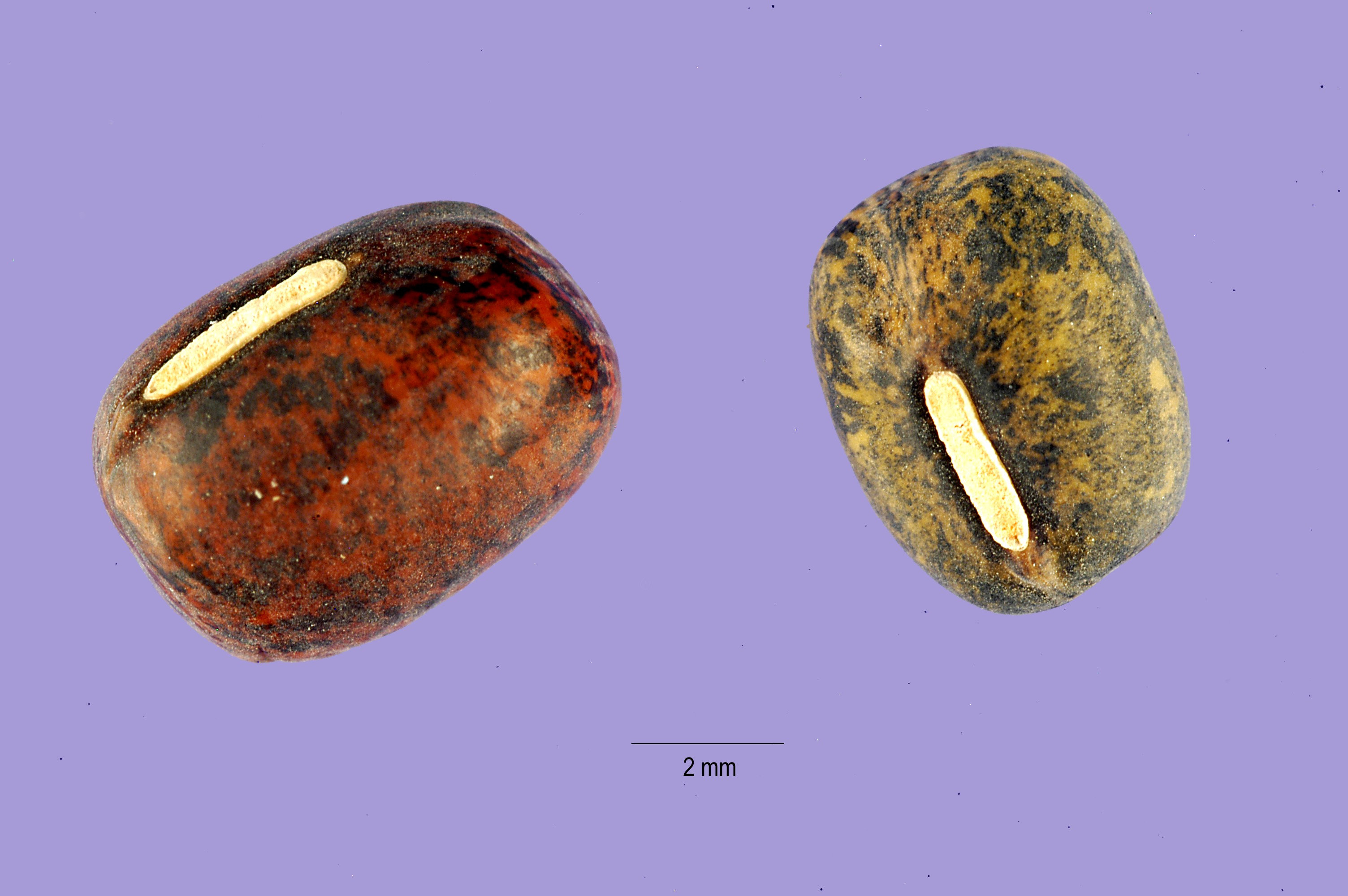
Samen (als Nahrungsmittel Bohne genannt) mit Hilum

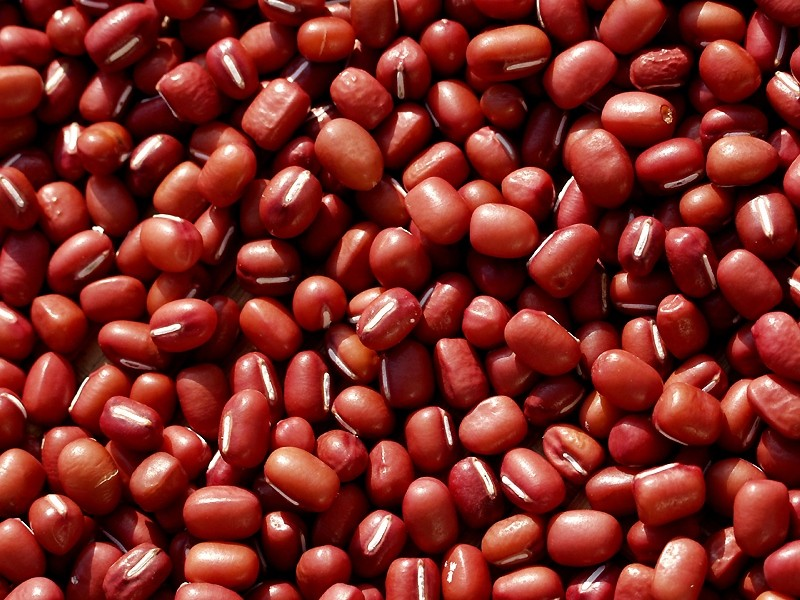
Samen

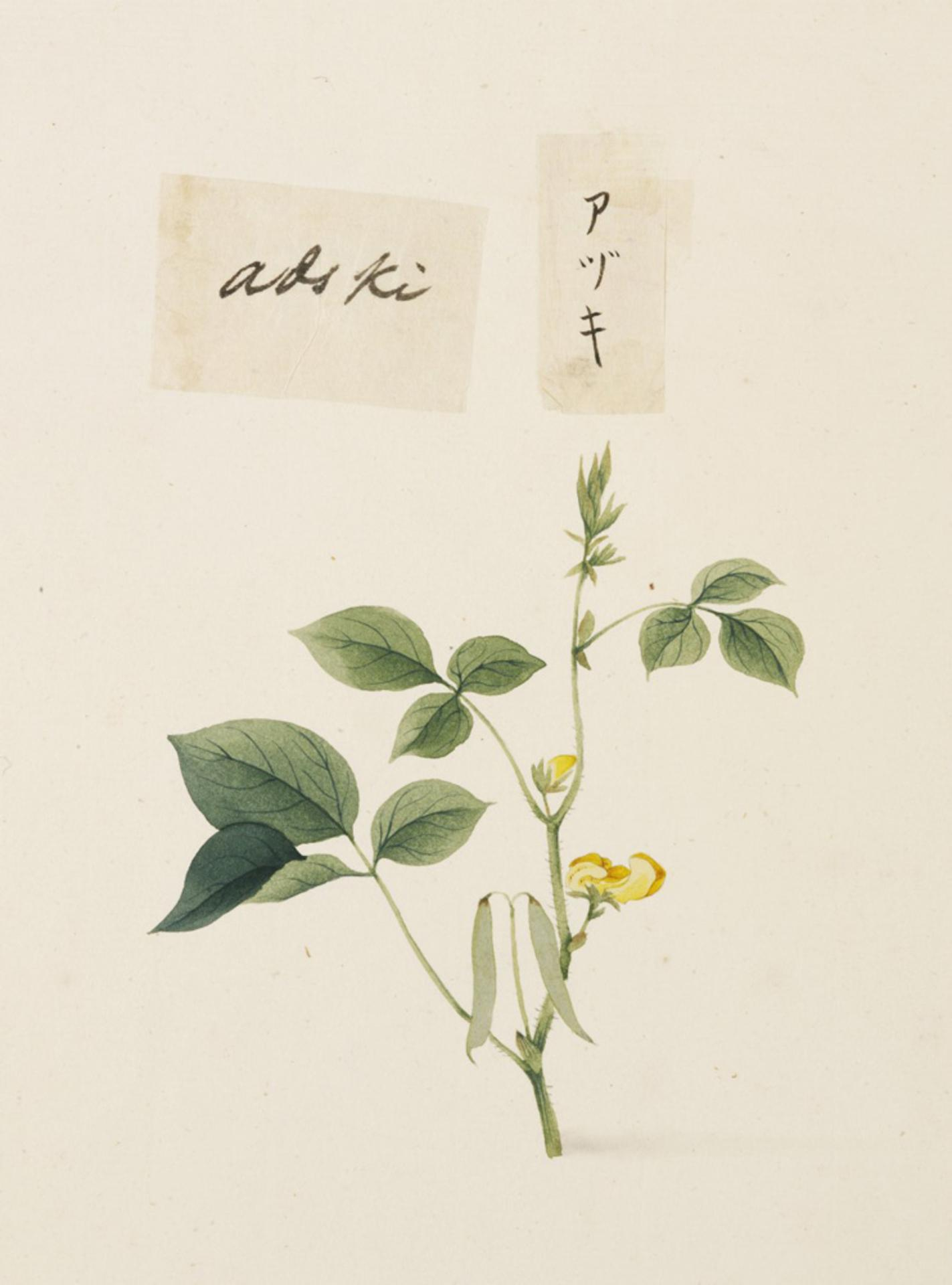
Illustration

Die Beschreibungen in den Quellen unterscheiden sich teilweise etwas, das liegt auch daran, dass Autoren die Wildformen oder die Kulturformen beschreiben.

### Erscheinungsbild und Wurzel
Die Adzukibohne ist eine einjährige, selten zweijährige krautige Pflanze und erreicht Wuchshöhen von selten 20, meist 30 bis 90 Zentimetern; sie kann auch bis zu 3 Meter hochklettern. Sie wächst aufrecht oder sich gegen den Uhrzeigersinn emporwindend; es gibt auch kriechende Formen. Die meist grünen, bei manchen Sorten auch purpurfarbigen, kantigen Stängel sind fein behaart.
An den Knoten (Nodi) werden Wurzeln gebildet. Die Pfahlwurzeln sind 40 bis 50 Zentimeter lang.

### Blatt
Die ersten Blätter des Sämlings sind gegenständig, lang gestielt, einfach und herzförmig. Die wechselständig am Stängel angeordneten, einfachen Laubblätter sind in Blattstiel und Blattspreite gegliedert. Der Blattstiel ist relativ lang und leicht haarig. Die Blattspreite ist dreizählig. Die meist ganzrandigen Fiederblättchen sind bei einer Länge von 5 bis 10 Zentimetern sowie einer Breite von 5 bis 8 Zentimetern eiförmig bis rhombisch und meist spitz bis zugespitzt. Die Blättchen sind ungleichseitig, meist einfach oder leicht zwei- bis dreilappig. Beide Seiten der Blättchen sind spärlich fein behaart. Die zwei mit etwa 8 Millimetern relativ kleinen Nebenblätter sind schildförmig, oft leicht zweispaltig mit Anhängseln an ihrer Basis, untereinander frei und nicht mit dem Blattstiel verwachsen. Die Nebenblättchen der Fiederblättchen sind lanzettlich. Die Laubblätter sind meist bis zur Fruchtreife haltbar.

### Blütenstand und Blüte
Die Blütezeit reicht in China von Juni bis Juli. In den Blattachseln stehen, auf im unteren Stängelbereich langen und im oberen relativ kurzen Blütenstandsschäften, die traubigen Blütenstände mit je fünf bis sechs bis zehn (zwei bis zwanzig) Blüten. Es sind Tragblätter vorhanden. Die Deckblätter sind länger als der Blütenkelch. Der relativ kurze Blütenstiel besitzt an seiner Basis ein extraflorales Nektarium.
Die zwittrigen, kurz gestielten Blüten sind zygomorph mit doppelter Blütenhülle. Die ungleichen, 3 bis 4 Millimeter großen Kelchblätter sind glockenförmig verwachsen mit zwei Kelchlippen und fünf relativ kurzen Kelchzähnen. Die obere Kelchlippe besteht aus zwei vollkommen oder teilweise verwachsenen Kelchzähnen; die untere Kelchlippe besteht aus drei Kelchlappen. Die Blütenkronblätter sind meist leuchtend gelb oder seltener lilafarben. Die 15 bis 18 Millimeter langen Blütenkronen besitzen den typischen Aufbau der Schmetterlingsblüten. Die normal entwickelte Fahne ist kreisförmig mit ausgerandetem oberen Ende. Die länglichen Flügel sind nicht gespornt, aber kurz genagelt und geöhrt. Die Flügel sind breiter als das Schiffchen. Das etwas nach rechts gebogene Schiffchen ist im vorderen Teil fast halbkreisförmig gebogen und besitzt einen hornförmigen Sporn an seiner linken Seite, es ist an der Basis genagelt. Die zehn fertilen Staubblätter sind nicht mit den Kronblättern verwachsen. Neun Staubfäden sind zu einer Röhre verwachsen. Es sind Nektardrüsen auf dem Diskus vorhanden. Das einzige längliche, oberständige Fruchtblatt ist kurz behaart. Der gekrümmte, Griffel ist behaart und oben an einer Seite bärtig, die etwas seitliche Narbe ist scheibenförmig.

### Frucht und Samen
An jedem Fruchtstand hängen zwei bis sechs Hülsenfrüchte und je Pflanzenexemplar sind es 5 bis 40. Die hängende, fast kahle, relativ dünnwandige Hülsenfrucht ist bei einer Länge von 5 bis 8, seltener bis zu 13 Zentimetern sowie einem Durchmesser von 0,5 bis 0,6 Zentimetern schlank, zylindrisch und zwischen den 2 bis 14 (5 bis 12) Samen etwas eingeschnürt, also sind die Samen als deutliche Wölbungen sichtbar. Die Hülsenfrucht ist bei Reife strohfarben gelb, schwärzlich oder braun. Die Früchte reifen in China von September bis Oktober. Bei Reife zerbrechen die Hülsenfrüchte.
Die mit einer Länge von 5 bis 7,5, selten bis zu 9,1 Millimetern sowie einem Durchmesser von 4 bis 5,5, seltener 6,3 Millimetern relativ kleinen, harten Samen sind länglich und rund, selten abgeflacht, mehr oder weniger zylindrisch mit gerundeten oberen Enden. Die glatten Samenschalen sind meist weinrot oder kastanienrot, manchmal strohgelb, leder-, cremefarben bis schwarz oder gefleckt. Das weiße Hilum ist bei einer Länge von 2,4 bis 3,3 Millimetern sowie einer Breite von 0,6 bis 0,8 Millimetern lang und schmal. Die Samen wiegen jeweils 50 bis 250 mg. Der Embryo ist fast weiß. Die Tausendkornmasse beträgt 50 bis 200 g, bei den meisten japanischen Sorten liegt es bei 130 bis 150 g und bei den Dainagon-Adzukibohnen bei 180 bis 200 g.

### Chromosomensatz
Die Chromosomengrundzahl beträgt x = 11; es liegt Diploidie vor mit einer Chromosomenzahl von 2n = 22.

## Ökologie
Bei der Adzukibohne handelt es sich um einen Therophyten.
Das Wurzelsystem, das von der Pfahlwurzel ausgeht, breitet sich auf einer Fläche mit einem Durchmesser von 40 bis 50 Zentimetern aus. Der Luftstickstoff wird durch die Symbiose der Wurzelknöllchen der Adzukibohne mit den Knöllchenbakterien Bradyrhizobium bacteria genutzt (Stickstofffixierung). Die Wurzelknöllchen weisen einen Durchmesser von 4 bis 10 Millimetern auf und beginnen ihre Entwicklung, wenn die ersten Laubblätter sich entfalten.
Die Anthese beginnt meist morgens und kann bis zu 40 Tage dauern. Die Blüten beginnen im unteren Bereich des Stängels zu blühen und das Aufblühen setzt sich dann nach oben hin fort. Es erfolgt meist Selbstbefruchtung oder manchmal Fremdbefruchtung. Die Ausbreitungseinheit (Diaspore) ist der Same.
Die Keimung erfolgt hypogäisch.

## Herkunft und Verbreitung
Wildformen der Adzukibohne stammen aus Mittelchina, Taiwan, Korea und Japan. Die Adzukibohne wird seit 2000 Jahren in China, Korea und Japan angebaut. Sie wächst am besten in den Subtropen.
Über die ursprüngliche Verbreitung der Wildform liegen sehr unterschiedliche Einschätzungen vor. Einig ist man sich nur bei Japan, Korea und der Mandschurei.

## Systematik
Die Erstveröffentlichung erfolgte 1802 unter dem Namen (Basionym) Dolichos angularis durch Carl Ludwig Willdenow in Species Plantarum. 4. Auflage, Band 3, 2, S. 1051. Die Neukombination zu Vigna angularis (Willd.) Ohwi & H.Ohashi wurde 1969 durch Jisaburō Ōi und Hiroyoshi Ōhashi als Azuki beans of Asia in Journal of Japanese Botany, Band 44, Nr. 1, S. 29 veröffentlicht. Weitere Synonyme für Vigna angularis (Willd.) Ohwi & H.Ohashi sind: Azukia angularis (Willd.) Ohwi, Phaseolus angularis (Willd.) W.Wight, Phaseolus nipponensis Ohwi und je nach Autor auch Vigna angularis var. nipponensis (Ohwi) Ohwi & H.Ohashi.
Vigna angularis gehört zur Untergattung Ceratotropis aus der Gattung Vigna.
Manche Autoren unterscheiden zwei Varietäten. In der Flora of China 2010 gilt die Varietät Vigna angularis var. nipponensis (Ohwi) Ohwi & H.Ohashi als Synonym. Kang et al. 2015 gehen davon aus, dass Vigna angularis var. nipponensis die Wildform darstellt und unter Vigna angularis var. (Willd.) Ohwi & H.Ohashi angularis die Kulturformen zusammengefasst werden. Archäologische Befunde lassen vermuten, dass die Wildformen im nordöstlichen Asien an verschiedenen Orten in Kultur genommen wurden, Kulturformen als mehrmals unabhängig voneinander entstanden sind. Früher vermutete man, dass das Gebiet der Entstehung der Kulturformen auf Teile Chinas (Mandschurei), Japan und Korea beschränkt ist, die archäologischen Befunde zeigen, dass auch im Himalaja (Tibet, Bhutan, Nepal) Kulturformen entstanden sind.

## Nutzung
Die Bohnen (Samen) und das daraus gewonnene Mehl sind bedeutende Handelsgüter in ostasiatischen Märkten. Die meisten Sorten dienen der Kornnutzung.

### Anbau
Die ältesten schriftlichen Belege für die Kultur der Adzukibohne in Japan stammen aus dem 8. Jahrhundert. Auch im nördlichen Korea und China ist die Adzukibohne eine alte Kulturpflanze. Sie wird in Ostasien seit 2000 Jahren angebaut.
In Japan, Korea, Taiwan und China existieren Samenbanken. Allein in Japan sind über 300 Sorten, Landrassen und Zuchtlinien registriert.
Hauptsächlich durch die Anbauintensität bedingt liegen Erträge der Bohnen (Samen) im weiten Bereich von 4 bis 8 dt/ha; für Japan und China gibt es sogar Ertragsangaben von 20 und 30 dt/ha. Das jährliche Anbaugebiet der Adzukibohne wurde 1997 in China, Japan, der Koreanischen Halbinsel sowie Taiwan auf 670.000, 120.000, 30.000 sowie 20.000 ha geschätzt. Die Adzukibohne wird in über 30 Ländern angebaut, außerhalb Asiens gibt es Anbaugebiete in Südamerika, in den Südstaaten der USA, Neuseeland sowie in Afrika, beispielsweise im Kongo sowie in Angola. Die Adzukibohne kann bis zu 48°N angebaut werden, aber die Hauptanbaugebiete liegen zwischen 40 und 45°N.

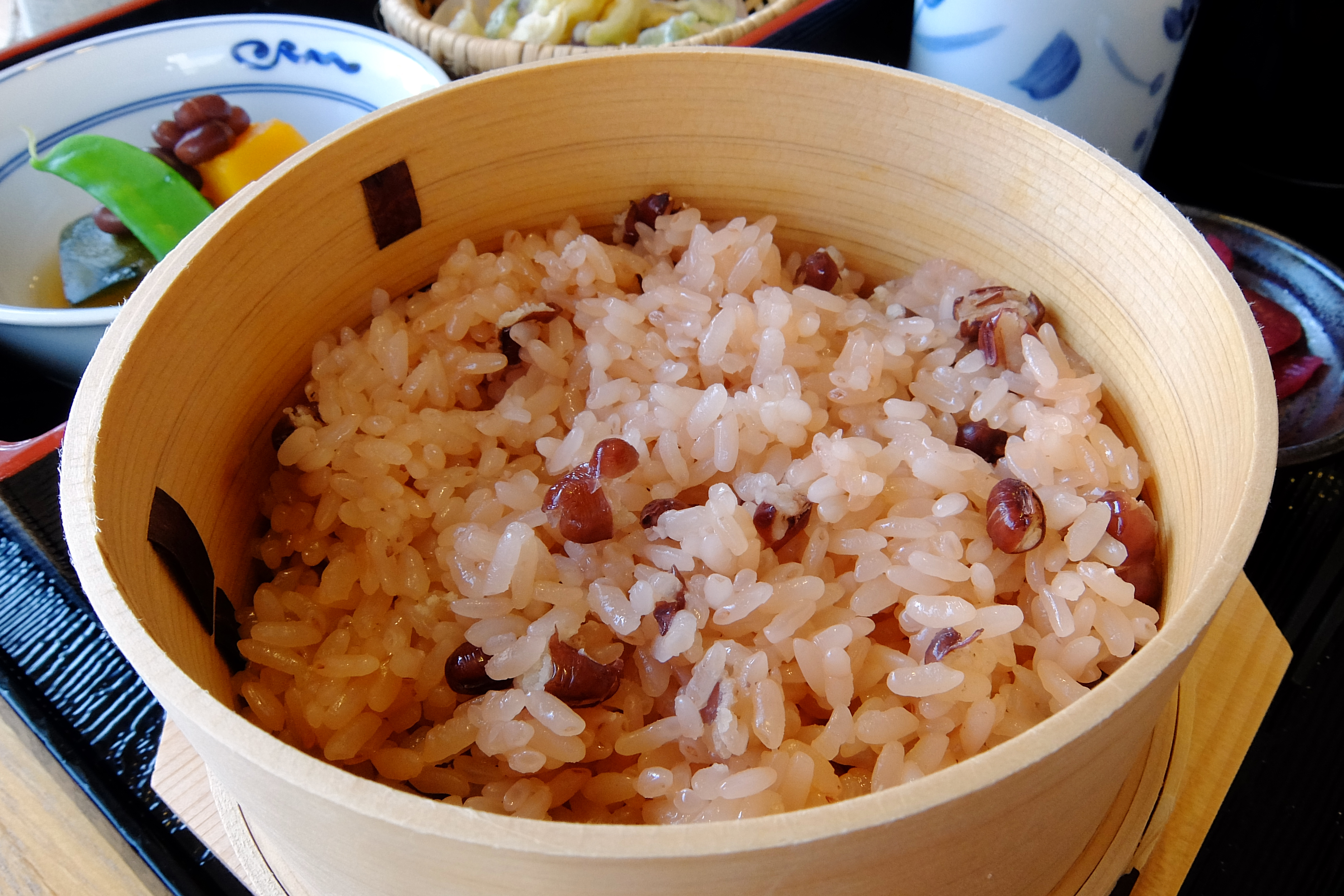
Sekihan: Reis mit Adzukibohnen

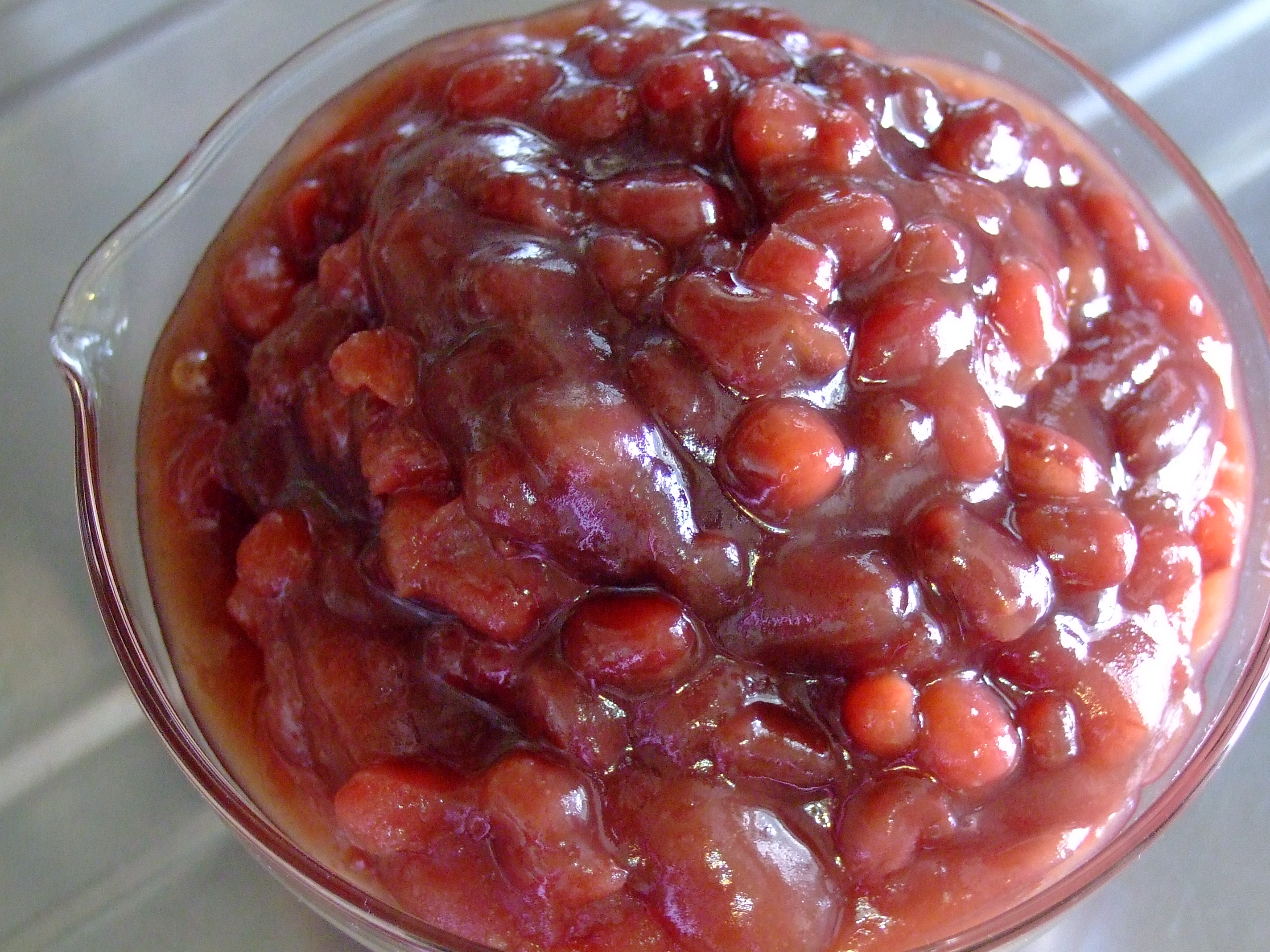
Rote Bohnenpaste

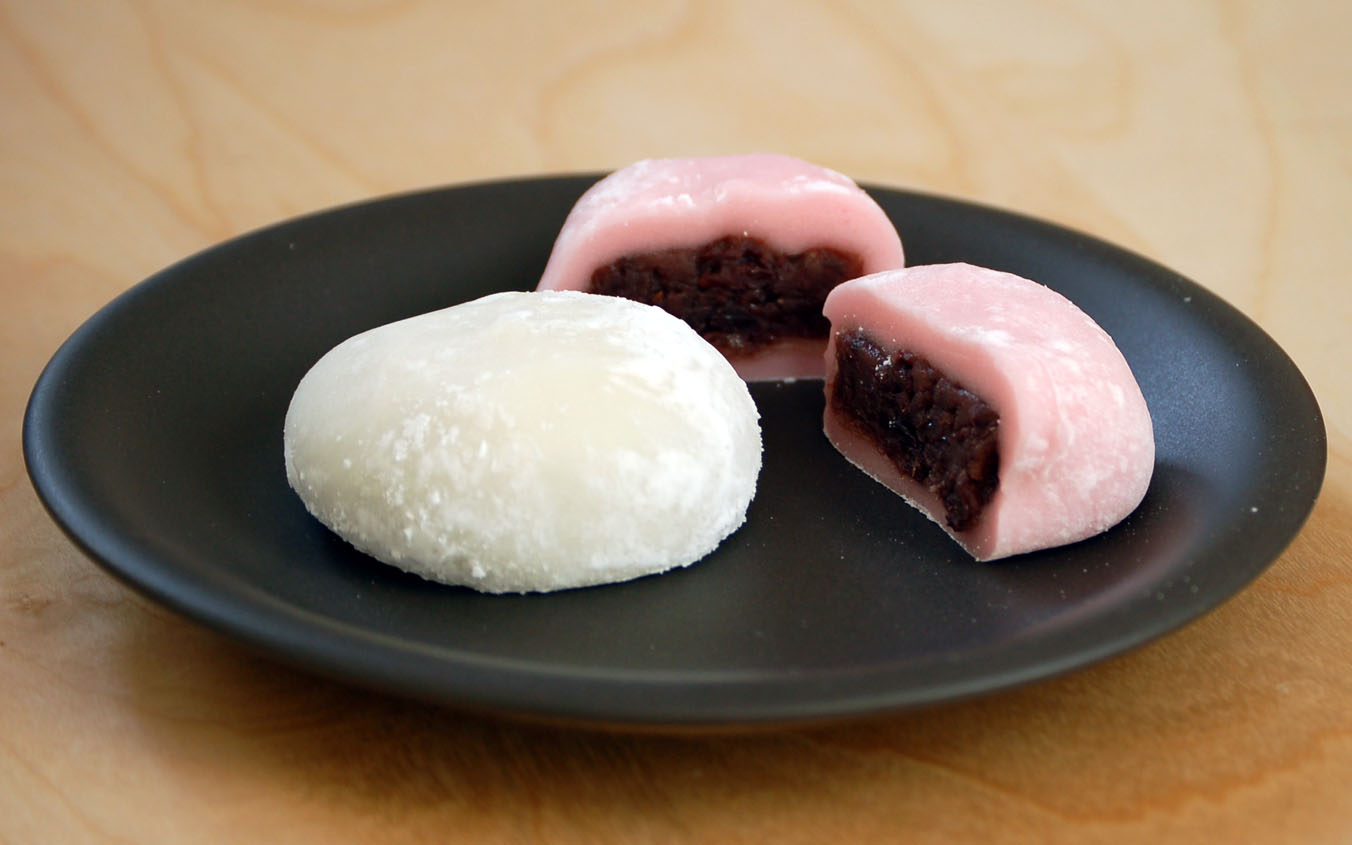
Daifuku sind mit Roter Bohnenpaste gefüllt

Sie wird in tropischen, subtropischen bis gemäßigten Gebieten angebaut; die Temperaturansprüche liegen nicht sehr hoch. Die Jahresdurchschnittstemperaturen für optimales Wachstum liegen bei 15 bis 30 °C. Sie tolerieren hohe Temperaturen, sind aber frostempfindlich. In den Tropen sind größere Höhenlagen für den Anbau besser. Abhängig von der Temperatur und Bodenart sollten am besten Jahresniederschlagsmengen von 1000 bis 1500 mm zur Verfügung stehen; bei Wassermangel im Anbaugebiet erfolgt manchmal eine Bewässerung, die Anbaugrenzen liegen bei 500 bis 1750 mm. Für die Keimung im Frühjahr sowie die Jugendentwicklung sind mittlere und sich gut erwärmende Böden am besten geeignet. Schlechte Kulturbedingungen ergeben sich besonders durch hohen Grundwasserstand. Boden-pH-Werte von 5 bis 7,5 sind geeignet, das Optimum liegt bei 5,5 bis 6,5. Der Anbau erfolgt fast nur in Reinkultur; die Adzukibohne ist allerdings auch konkurrenzstark genug im Mischanbau.
Die Samen bleiben mindestens fünf Jahre keimfähig, wenn sie bei einer relativen Luftfeuchtigkeit von etwa 15 % gelagert werden. Zwischen 8 und 30 kg Saatgut pro Hektar sind erforderlich. Meist beträgt der Reihenabstand 60 bis 90 Zentimeter bei einem Abstand von 30 Zentimeter in der Reihe. Zur Keimung sind Bodentemperaturen oberhalb von 6 bis 10 °C erforderlich und die besten Keimtemperaturen liegen bei 30 bis 34 °C. Die Keimdauer beträgt 7 bis 20 Tage. Das Wachstum ist vergleichsweise langsam. Von der Aussaat bis zur Kornreife dauert es je nach Sorte und Klima meist 80 bis 120 (60 bis 190) Tage, nach Angaben aus dem Kongo kann es je nach Anbauzeit auch bis zu 9 Monate dauern. Die Adzukibohne ist eine quantitative Kurztagspflanze, aber es existieren tagneutrale Sorten. Eine Düngung erfolgt in Japan und Korea vergleichbar zu Sojabohnen. Die Blütezeit dauert 30 bis 40 Tage, kann allerdings bis zu dreimal so lang dauern, bei sehr frühen Aussaaten.

### Verwendung in der Küche
Man kann die frischen Hülsenfrüchte, die frischen Bohnen (Samen) oder die getrockneten Bohnen verwenden. Reife Samen und grüne Hülsenfrüchte werden als Gemüse und in Suppen oder in Salaten gegessen. Getrocknete Bohnen können gemahlen werden und aus diesem Mehl können Suppen, Gebäck oder süße Getränke hergestellt werden. Der süße, nussige Geschmack der Adzukibohne führt dazu, dass sie in Asien zur Herstellung traditioneller Süßspeisen dient. Beispielsweise werden Süßigkeiten und Eiscreme hergestellt. Aus Adzukibohnen wird Rote Bohnenpaste hergestellt. Ursprünglich aus Japan stammt die Erzeugung von Adzukibohnen-Sprossen, also einem Sprossengemüse. Die Bohnen werden gepoppt, wie Popcorn. Die Bohnen werden kandiert. Die Adzukibohne ist ein Kaffeesurrogat.
In der japanischen Küche wird die Adzukibohne vielseitig verwendet. In Japan ist die Adzukibohne zusammen mit Reisbrei wichtiger Bestandteil von „azuki-gayu“, bei traditionalen Zeremonien und Feiern. Adzukibohnen werden gekocht in Japan zu „An“, einer Adzukibohnen-Marmelade, oder „Shiruko“, einer süßen Suppe mit Klebreiskuchen. Aus Adzukibohnenmehl wird in Japan beispielsweise Yōkan hergestellt.
Die Adzukibohne soll leichter verdaulich als viele andere „Bohnen“-Arten sein.

### Verwendung als Heilpflanze
Die Adzukibohne wird in der traditionellen chinesischen Medizin seit der Tang-Dynastie als Heilpflanze verwendet. Adzukibohnen haben dort Bedeutung in Bezug auf das Yin und Yang, da sie den Yang-Charakter stärken. Ihnen wird eine Wirkung bei Nierenproblemen, Abszessen, bestimmten Tumoren, in der Geburtshilfe und anderen Beschwerden sowie bei der Erhöhung des Milchflusses zugeschrieben. Die Yin der Laubblätter der Adzukibohne sollen fiebersenkend wirken. Bei der Behandlung nach Aborten werden Keimlinge angewendet.
Die postulierten gesundheitsfördernden Eigenschaften wurden in einzelnen Studien wissenschaftlich untersucht. In einer in vitro-Studie wurden antiproliferative Eigenschaften gefunden, die gegen verschiedene Krebszellen wirksam waren. Eine Studie an Mäusen ergab eine Senkung der Serumwerte für Triglyceride, Cholesterin und LDL. Bei Patienten mit Zuckerkrankheit ergab sich eine Senkung des Blutzuckerspiegels. Die bisherigen wissenschaftlichen Evidenzen reichen jedoch bei weitem nicht aus, um der Adzukibohne eine gesicherte, über den bekannten Nährstoffgehalt hinausgehende positive medizinische Wirkung zuzuschreiben.

### Sonstige Nutzung
Adzukibohnenmehl wird auch zur Kosmetikherstellung verwendet.
Die Samen werden auch als Viehfutter verwendet.
Besonders die spätreifenden Sorten dienen zur Erzeugung von Grünfutter und zur Gründüngung. Damit wird beispielsweise die Bodenerosion verringert. Es wurden Werte der Stickstofffixierung von bis zu 100 kg N/ha beobachtet, die Mengen sind von der Bodenfeuchtigkeit und dem Boden-pH-Wert abhängig.

### Inhaltsstoffe
Die Adzukibohne hat einen niedrigen physiologischen Brennwert und einen geringen Gehalt an Fetten. Sie ist eine exzellente Quelle für Proteine, Faserstoffe, Vitamin B, Folsäure, Eisen sowie Kalium. Neben den Kohlenhydraten ist der Rohproteingehalt ziemlich hoch.
Bei den Adzukibohnen werden die Inhaltsstoffe der Samen mit 20 bis 21 % Rohprotein, 1,4 % Rohfett, 56 bis 64 % Kohlenhydraten, 7 bis 8 % Rohfasern und 2 bis 4 % Asche angegeben. Die Aminosäurezusammensetzung des Proteins der Adzukibohne beträgt je 16 g N: Alanin 4,0 g, Histidin 3,3 g, Prolin 4,7 g, Arginin 6,3 g, Isoleucin 3,9 g, Serin 4,2 g, Asparaginsäure 9,8 g, Leucin 7,2 g, Threonin 3,4 g, Cystin 0,9 g, Lysin 7,3 g, Tryptophan 1,7 g, Glutaminsäure 17,2 g, Methionin 1,3 g, Tyrosin 3,4 g, Glycin 3,4 g, Phenylalanin 5,4 g, Valin 4,4 g.

## Trivialnamen
Trivialnamen in anderen Sprachen sind beispielsweise:
- Englische Sprache: Adzuki bean, azuki bean[3][15][24][17]
- Französische Sprache: Haricot adzuki[3][15] Haricot anguleux, Haricot à feuilles angulaires, Haricot du Japon, Haricots petits rouges, Soja rouge.[24]
- Portugiesische Sprache: Feijão adzuki[3] (in Angola, Brasilien)[24]
- Chinesische Sprache: 赤豆 Chi dou,[2] 紅豆 Hung dou,[15] Hong dou, Hung tou, 小豆 Xiao dou, 小紅豆 Xiao hong dou, Síu hùhng dáu (kantonesisch), 赤小豆 Chi xiao dou, Zhi xiao dou (medizinischer Name), 真紅豆 Jin hong dou, 真紅小豆 Jin hong xiao dou, 紅小豆 Hong xiao dou, 紅赤豆 Hong chi dou, Xiao hong lu dou, Mi dou, Ao ye chi dou, Zhu dou, Zhu dou, Mi chi dou, Shi mu dou, Du chi dou[24]
- Japanische Sprache: azuki (小豆 ‚kleine Bohne‘),[15] Akamame, Ankomame, Shoumame, Omame, Gururimame, Konaremame, Anmame, Antoki, Irakuri, Narazu, Kannome.[24]
- Koreanische Sprache: pat[15][24]
- Spanische Sprache: Judía adzuki[15] (Mexiko), Frijol adzuki, Frijol diablito (Chile, Kuba), Poroto arroz (Argentinien)[24]
- Vietnamesische Sprache: Đậu đỏ[15]
- Dänische Sprache: Adzukibønne, Adsukibønne[24]
- Niederländische Sprache: Azuki-boon[24]
- Hindi: Guruns, Rains.[24]
- Malaiische Sprache: Kacang merah kecil[24]
- Italienische Sprache: Fagiolo adzuki[24]
- Russische Sprache: Адзуки Adsuki, Фасоль угловатая Fasol uglowataja[24]